# Ioannes Tzibos
Ioannes Tzibos (lateinisch Ioannes Tzibus, altgriechisch Ἰωάννης ὁ Τζίβος; deutsch zuweilen Johannes Tzibos; † 541) war ein oströmischer General des Kaisers Justinian I.
Vor 535 erhob der Kaiser den Militär zum magister militum per Armeniam und somit zum Oberbefehlshaber der oströmischen Nordostgrenze zum Sassanidenreich. Ioannes gründete die befestigte Stadt Petra am Schwarzen Meer im Königreich Lasika. Durch Petra monopolisierte Ioannes den Handel und regelte den Zugang zum Schwarzen Meer. Ein Monopol war der einzige praktische Weg, der lasischen Bevölkerung Steuern aufzuerlegen. Das war jedoch unerwünscht, woraufhin der lasische König Gubazes II. den persischen Großkönig Chosrau I. um Hilfe bat. Gemeinsam belagerten die aufständischen Lasen und die Perser 541 Petra. Ioannes wurde dabei durch einen persischen Pfeilschuss in den Hals getötet. Prokopios von Caesarea, unsere Hauptquelle für diese Ereignisse, hatte Ioannes zuvor durchaus kritisch betrachtet, lobte aber seine Organisation der Verteidigung.
Die Moral der Römer wurde jedoch durch den Tod ihres Kommandeurs erschüttert, die Festung fiel kurz darauf an die Perser. Das war der Anfang des Kriegs im Kaukasusraum zwischen den Römern und Persern (siehe auch Römisch-Persische Kriege).